# 沟对虾属
沟对虾属（学名：Melicertus）是对虾科下的一个属。现接受名为对虾属（Penaeus Fabricius, 1798）。

## 下属物种
本属包括以下物种：
- 欧洲沟对虾 Melicertus kerathurus (Forsk？l,1775)
- 宽沟对虾 Melicertus latisulcatus (Kishinouye,1896)
- 红斑沟对虾 Melicertus longistylus (Kubo,1943)
- 缘沟对虾 Melicertus marginatus (Randall,1840)